# Chalcothea fruhstorferi
Chalcothea fruhstorferi är en skalbaggsart som beskrevs av Ernst Gustav Kraatz 1891. Chalcothea fruhstorferi ingår i släktet Chalcothea och familjen Cetoniidae. Inga underarter finns listade i Catalogue of Life.